# Ghilaromma orientalis
Ghilaromma orientalis är en stekelart som beskrevs av Vladimir Ivanovich Tobias 1988. Ghilaromma orientalis ingår i släktet Ghilaromma och familjen brokparasitsteklar. Inga underarter finns listade i Catalogue of Life.